# Pétillon (métro de Bruxelles)
Pour les articles homonymes, voir Pétillon.
Pétillon est une station de la ligne 5 du métro de Bruxelles située à Bruxelles, sur la commune d'Etterbeek.

## Situation
Construite parallèlement à la ligne 26 SNCB, elle est située entre l'avenue des Volontaires et le boulevard Louis Schmidt mais est nommée d'après la rue Major Pétillon toute proche.
Elle est située entre les stations Thieffry et Hankar sur la ligne 5.

## Histoire
Cette station fut construite au début des années 1970, comme d'autres, dans le même vallon que la ligne 26 SNCB (Halle-Vilvorde-Malines), qui passe ici à côté de la station, qui n'est pas souterraine.
En avril 2008, après 18 mois de travaux et 6,3 millions d’euros, la station rénovée a été inaugurée par les autorités communales.

## Service aux voyageurs

### Accès
La station compte trois accès :
- Accès no 1 et 2 : situés avenue des Volontaires (équipés d'un ascenseur chacun) ;
- Accès no 3 : situé boulevard Louis Schmidt au nord.

### Quais
La station est de conception classique avec deux voies encadrées par deux quais latéraux.

### Intermodalité
La station est desservie en surface par les lignes 7 et 25 du tramway de Bruxelles.

### Projet
Dès l'automne 2024, la ligne 11 sera mise en service et circulera entre Esplanade et Boondael Gare via l'axe Grande Ceinture et circulera donc en surface avec les lignes 7 et 25 du tramway de Bruxelles.

## Controverse
En octobre 2023, une pétition apparait dans le but de changer le nom de la station, les signataires souhaitant éradiquer cet hommage à la colonisation belge du Congo (le Major Arthur Pétillon s'étant illustré sous les ordres de Léopold II dans la conquête du Congo, de 1890 à 1894).
Le bourgmestre d'Etterbeek, Vincent De Wolf, exprimera son opposition vis-à-vis de cette proposition. La ministre bruxelloise de la mobilité, Elke Van den Brandt, exprimera en revanche son enthousiasme.
En décembre 2023, plusieurs mandataires du parti Ecolo (Margaux De Ré, Ingrid Parmentier, John Pitseys, Kalvin Soiresse) plaideront pour un changement de nom. Le parti en fera officiellement la demande en séance plénière du Parlement bruxellois.

## À proximité
- Avenue des Volontaires.